# Fokina
La Fokina (in russo Фокина?) è un fiume della Russia siberiana orientale, affluente di destra dell'Enisej. Scorre nel Tajmyrskij rajon del Territorio di Krasnojarsk.
La sorgente del fiume si trova nella parte occidentale del sistema dei laghi Fokinskie della tundra, sul versante meridionale della catena montuosa Longdokojskij Kamen' (Лонгдокойский Камень). Scorre principalmente in direzione nord-occidentale, poi occidentale nel basso corso, fino a sfociare nell'Enisej a 541 km dalla foce. Ha una lunghezza di 115 km e il suo bacino è di 1 680 km².